# Калиновский, Иван Александрович
Ива́н Алекса́ндрович Калино́вский (1904—1988) — русский советский писатель-фантаст и архитектор.

## Биография
Родился в селе Жердино Сызранского района Куйбышевской области 9 (22) августа 1904 в дворянской семье. Отец — Александр Александрович, известный юрист. В 1913—1917 годах учился в кадетском корпусе. В 1920—1921 годах служил в Красной Армии, в запасном кавалерийском полку, отряде особого назначения в Саратове.
В 1926 году окончил ВХУТЕМАС (мастерская профессора Э. И. Норверта). Одновременно с учёбой работал проектантом в архитектурной мастерской Норверта. По октябрь 1926 был художником в издательстве «Рабочая Москва». По окончании учёбы был архитектором в управлении главного инженера завода № 3 в Ульяновске. С лета 1929 жил в Москве. Работал архитектором-проектировщиком треста новых конструкций «Росстрой», преподавал проектирование на строительном отделении инженеров учебного комбината этого треста, в Орехово-Зуевском индустриальном техникуме треста «Росстрой» и в других учебных заведениях Москвы (текстильном, строительном институтах и т. д.). Член Союза архитекторов СССР с 1934 года.
В декабре 1934 года был арестован в Новороссийске: по одной версии — за знакомство с Ле Корбюзье, по другой (из обвинительного заключения) — за замысел бежать за границу на английском пароходе. 24 апреля 1935 года был осуждён военным трибуналом Приволжского военного округа на 10 лет. Отбывал срок в лагере «Ухтомкомбинат» НКВД, работал руководящим архитектором в проектном отделе Ухткомбината НКВД в Ухте. В декабре 1944 освобождён, продолжал работать по вольному найму — главный архитектор, руководитель строительной группы проектного отдела на строительстве газового комплекса Ухткомбината НКВД. С 1946 по 1949 год — главный архитектор Орска. В октябре 1949 года вновь арестован по статье 58-10 часть 1 УК по обвинению в принадлежности к антисоветской правотроцкистской организации, решением Особого совещания МГБ СССР от 25 февраля 1950 года сослан в Енисейск. В 1952 году принят на работу в Большемуртинский филиал красноярского «Крайпроекта» на должность архитектора. 13 мая 1954 года освобождён из ссылки. В 1954 году назначен начальником отдела генплана института «Красноярсккрайгорпроект». 11 июля 1956 года реабилитирован. В 1963—1966 годах работал главным специалистом отдела экспериментального и типового проектирования института «Промстройниипроект» в Красноярске.
Скончался в Красноярске 14 ноября 1988 года. Похоронен в 8 секторе на кладбище Бадалык.

## Литературная деятельность
Памфлетно заострённые рассказы автора относятся к распространённому в СССР жанру фантастической сатиры. Характерные для Калиновского рассказы («Скандальный случай с мистером Скоундрэлом», «Человек, который читал мысли», «Королева большого дерби» и т. д.) повествуют о судьбе изобретателей-авантюристов и их фантастических изобретений, попутно бичуя «язвы буржуазного общества». Некоторые критики сравнивали их с новеллами О'Генри, отмечая влияние последнего на автора.
Рассказы Калиновского публиковались в альманахе «Енисей», журналах «Знание — сила» и «Искатель», других изданиях, а позднее были собраны в двух авторских сборниках — «Королева большого дерби» (1962) и «Когда усмехнулся Плутарх» (1967) — и переведены на английский, болгарский, венгерский, грузинский, китайский, корейский, монгольский, немецкий, польский, сербско-хорватский, словацкий, французский, чешский, японский языки.